# 田中光常
田中 光常（たなか こうじょう、1924年5月11日 - 2016年5月6日）は、日本の動物写真家。

## 人物
静岡県庵原郡蒲原町(現、静岡市清水区蒲原)に生まれる。東京都立九段高等学校卒業後、海洋生物学を志して北海道大学水産学部に進学、岡田弥一郎に師事する。
戦後から北極や南極などで動物写真を撮り続け日本の動物カメラマンの先駆けとなった。撮影地は他にアラスカ、シベリア、カナダ、中南米、アフリカ、ガラパゴスなど地球全土に渡り、著書は100冊を超える。星野道夫は田中の3番目の助手。
田中光常動物写真事務所取締役、日本フォトリサーチセンター会長、日本パンダ保護協会会長、(財)世界自然保護基金(WWF)日本委員会評議員、(財)自然公園美化管理財団理事、日本写真家協会名誉会員、日本旅行作家協会顧問理事、エコツーリズム推進協議会理事などを務めた。
祖父は、明治時代の政治家・田中光顕。

## 受賞・栄典
- 1964年
  - 日本写真協会新人奨励賞
  - 日本写真批評家協会特別賞
- 1971年 - 日本写真協会年度賞
- 1989年 - 紫綬褒章
- 1995年 - 日本写真協会功労賞
- 2000年 - 勲四等旭日小綬章[3]

## 主な著書
- 朝日新聞社：｢日本野生動物記｣｢世界野生動物記｣（アフリカ、アラスカ、アメリカ、カナダ、中南米編）
- フレーベル館：｢凸版のカメラ絵本｣（25冊　世界15ヶ国語（累計600万部））
- 芸術生活社：｢野生動物を追う｣
- NHKブックス：｢氷の国の動物たち｣
- 小峰書店：｢野生動物を追って｣｢世界の野生動物｣（18冊）
- 社会思想社：｢田中光常の野生の世界｣（7冊）
- 山と渓谷社：｢日本の野生動物｣｢世界の野生動物｣｢ねこ・ネコ・子猫｣「失敗、しっぱい、また失敗」｢子猫カレンダー｣（1969年から30年間継続）
- 国土社：｢ガラパゴス探検記｣
- 東出版：｢動物に愛をこめて｣
- 講談社：｢世界の動物を追う｣
- 佼成出版社：｢自然・動物・わが愛｣
- グラフィック社：｢動物親子｣｢コアラちゃん｣
- ぎょうせい：｢田中光常野生の世界｣
- 集英社文庫：｢自然・動物・わが愛｣（上・下）
- 小学館：｢Heart to Heart｣
- 世界文化社：｢動物への愛限りなく｣
- 潮出版社：｢狼　シベリアの牙王｣
- クレオ：｢動物ランド｣｢動物ワールド｣
- 廣済堂文庫：｢子ネコ見つけた｣｢子イヌ大好き｣
- 日本芸術出版社：｢愛しの動物たち｣
- 岩崎書店：｢世界どうぶつ家族｣（全10巻）
- 講談社：｢夢みる動物たち｣
- アスキー：フォトCD｢哺乳類図鑑｣

## 論文
- 国立情報学研究所収録論文 国立情報学研究所